# Echinopsis candicans
Az Echinopsis candicans a kaktuszfélék egyik faja, amely Argentína északi részein őshonos.

## Jellemzői
Az Echinopsis candicans cserjeszerű felépítésű. Törzsének különálló szakaszai a 60 cm-t is elérhetik. A növény terjedelme összességében a 3 métert is elérheti szélességben, illetve hosszúságban. Törzse világoszöld, melynek átmérője 14 centiméter körüli. Törzsén 9, vagy 11 bordázat található. Nagy kiterjedésű areoláiból sárgásbarna tüskék nőnek. A középső tüskék hossza a 10 cm-t is elérheti, míg az oldalsó tüskék megmaradnak 4 cm körüli hosszúságúnak.
Törékeny, fehér színű tölcsérvirágzatát az éjjeli órákban hozza. E nagy virágok keresztmetszete eléri a 19 centimétert, míg hosszuk 18-23 centiméter közt változik.

## Taxonómia
E kaktuszfajt legelőször Joseph zu Salm-Reifferscheidt-Dyck írta le Hortus Dyckensis című művében, melyben a Cereus candicans elnevezést használta.  1920-ban Nathaniel Lord Britton és Joseph Nelson Rose áthelyezték e fajt a Trichocereus nemzetség tagjai közé. David Hunt 1987-es publikációjában áthelyezte az Echinopsis nemzetségbe.

## Fordítás
Ez a szócikk részben vagy egészben  az   Echinopsis candicans című angol Wikipédia-szócikk ezen változatának fordításán alapul.  Az eredeti cikk szerkesztőit annak laptörténete sorolja fel. Ez a jelzés csupán a megfogalmazás eredetét és a szerzői jogokat jelzi, nem szolgál a cikkben szereplő információk forrásmegjelöléseként.